# Les Anges de Fatima
Les Anges de Fatima és un club de futbol de la ciutat de Bangui, República Centreafricana.
Va ser fundat el 1940. Fou conegut amb el nom Association Sportive Diables Rouges de Fatima (ASDR Fatima), adoptant el nom actual l'abril de 2016.

## Palmarès
- Lliga centreafricana de futbol:[3]
  - 1974, 1978, 1983, 1988, 2005

- Copa centreafricana de futbol:[4]
  - 1980, 1981, 1991, 1993, 1998, 2000, 2008, 2009